# Paula Saldanha
Pour les articles homonymes, voir Saldanha.
Paula Saldanha, née le 6 mars 1972 à Funchal, est une judokate portugaise.

## Palmarès international en judo
| Championnats d’Europe | Championnats d’Europe | Championnats d’Europe |
| Année                 | Médaille              | Catégorie             |
| --------------------- | --------------------- | --------------------- |
| 1999                  | argent                | –52 kg                |